# 生き甲斐

「ikigai」の概念図

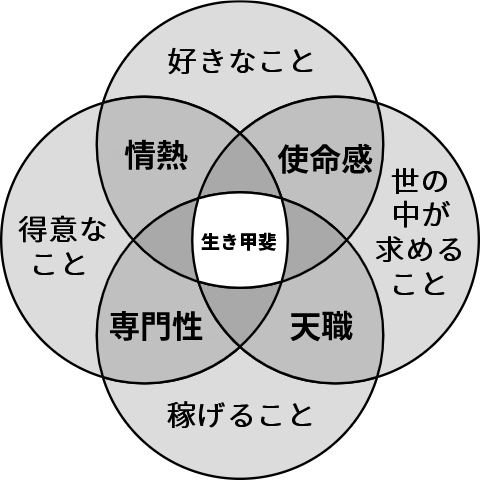
日本語版

生き甲斐（いきがい）とは、生きる甲斐、すなわち「生きることの喜び・張り合い」「生きる価値」を意味する日本語の語彙。
長寿地域を意味する「ブルーゾーン」の概念を広めたアメリカの研究者・作家であるダン・ベットナーが、日本・沖縄の長寿の理由の1つとして「生き甲斐」（ikigai）に言及したことで、2000年代以降の欧米でも広く知られる概念となった。
多くの場合、「ikigai」概念は右図のようなベン図としてまとめられ、紹介されている。

## 概要
「生きがい」は明確な定義はなされていない。
島崎敏樹（1974 ）は、生きがいとは居がいと行きがいであるとし、前者は仲間と一緒に生きること、後者は自分が進んでいくことであるとした。
谷口幸一・佐藤眞一（2007）は生きがいについて「対象（趣味、学習等）、プロセス（達成感、有用感等）、感情（行為の過程、没頭していること等）、自己実現（趣味、学習等の行為とプロセス）、対人関係（家族との生活、子どもの成長等）」の５つに分けて説明している。
原千恵子・中島智子（2012）は「①人に生きる価値や意味をもたらすもので、②個人によって違う主観的、内面的な幸福感で、③主体的な努力により得られる充実感」としている。
神谷美恵子は、「生きがい」という言葉は日本語独自の表現であり、人間の感じる生きがいというものの、複雑なニュアンスをかえってよく表現していると指摘している。外国語に訳そうとすると、「生きるに値する」、「生きる価値または意味のある」とするほかない。また、類語に「はりあい」がある。
神谷によれば、生きがいという言葉の使い方には、2通りある。一つ目は、生きがいの源泉、または対象となるものを指すときである。(例：この子は私の生きがいですという場合)二つ目は、生きがいを感じている精神状態(=生きがい感)を意味するときである。
近藤勉（2010）も生きがいと生きがい感を区別しており、ほとんどの場合、生きがいの対象が生きがい感に影響を与えることを指摘している。
井上勝也らは社会的な次元から、生き甲斐を社会的生き甲斐、非社会的生き甲斐、反社会的生き甲斐の3つの方向性に分類している。社会的生き甲斐とは、ボランティア活動やサークル活動など、社会に参加し、受け入れられる生き甲斐である。非社会的生き甲斐とは、信仰や自己鍛錬など、直接的に社会とは関わりない生き甲斐である。反社会的生き甲斐とは、誰かや何かを憎んだり、復讐する願望を持ち続けるといった、暗い情念が生きていく上での基本的動機となっている生き甲斐である。

## 生き甲斐と老年期
生き甲斐の学究的研究は老年学など、人の老年期に関する研究において盛んに行われている。一般的な人生観では、老年期は人生の盛りを過ぎ、健康や社会的役割など多くのものを喪失する期間とイメージされる事が多い。しかし、現実には若さを失った高齢者の多くが、自己否定感に苛まれる事なく日々を過ごしている。高齢者が穏やかに老いを受容できるのは、それぞれの持つ生き甲斐が、老いや喪失感への拮抗因子として働いているからだと考えられている。
高齢者の生き甲斐の特徴のひとつに「失われやすさ」がある。例えば、孫の成長が生き甲斐だった場合、孫が大人に近づくにつれて自分の役割は減少していく。初老の頃に始めたスポーツが生き甲斐となっても、老いとともに継続が難しくなる。高齢者にとって、社会的生き甲斐は常に喪失と隣り合わせである。

## 健康
最近の研究では、生き甲斐を見つけることで、認知機能や全体的な幸福などの健康状態を改善できると述べている。

## 文献
- 『Ikigai: The Japanese secret to a long and happy life』 Héctor García, Francesc Miralles 2016
  - 『外国人が見つけた長寿ニッポン幸せの秘密』 エクトル・ガルシア, フランセスク・ミラージェス 2017 エクスナレッジ社
- 『IKIGAI: 日本人だけの長く幸せな人生を送る秘訣』 茂木健一郎 2018 新潮社
- 神谷美恵子『生きがいについて』みすず書房、1980年。ISBN 4622006316。
- 伊勢真理絵、中野靖彦「老人の居場所と生きがいについての一研究」『愛知淑徳大学教育学研究科論集』第5号、愛知淑徳大学大学院教育学研究科論集編集委員会、2015年。